# Никола-Козлево
Нико́ла-Ко́злево (болг. Никола Козлево) — село в Шуменській області Болгарії. Адміністративний центр общини Никола-Козлево.

## Населення
За даними перепису населення 2011 року у селі проживали 802 особи.
Національний склад населення села:
| Національність   | Кількість осіб | Відсоток |
| ---------------- | -------------- | -------- |
| болгари          | 349            | 60,5 %   |
| цигани           | 95             | 16,5 %   |
| турки            | 61             | 10,6 %   |
| інша             | 67             | 11,6 %   |
| не визначились   | 5              | 0,9 %    |
| Всього відповіли | 577            |          |

Розподіл населення за віком у 2011 році:
Динаміка населення: